# Апсишу, Екабс
Апсишу (Апсит) Екабс (латыш. Apsīšu Jēkabs, настоящие имя и фамилия Янис Яунземс, латыш. Jānis Jaunzems; 8 декабря 1858, д. Коланги Российской империи (ныне Лизумская волость, Гулбенского края, Латвии) — 10 июня 1929, Гауйиена, Латвия) — латышский писатель. Один из первых прозаиков-реалистов исторического жанра в латышской литературе.

## Биография
Родился в семье учителя. Обучался в приходской школе в Цесисе. После окончания специального семинара в г. Валка, учительствовал. С 1916 года преподавал латышский язык и богословие в нескольких гимназиях Риги.
Похоронен в Риге на Лесном кладбище.

## Творчество
Впервые опубликовал свои стихи «Мечты» в приложении к газете «Балтийский журнал» в 1880 году.
Своим писательским обликом был всецело обращён к прошлому. Его литературная деятельность совпала с тем периодом в истории Латвии, когда патриархальные отношения разлагались, а капитализм победоносно вступал в свои права.
Испытал влияние русского реализма. В лучших своих рассказах «Богатая родня», «В чужих людях», «С малолетства» и других, даёт классические яркие зарисовки старинной латышской усадьбы и представителей её патриархального быта с их христианскими «добродетелями», библейской моралью безропотного смирения.
После неудачной антихудожественной попытки изобразить сплошной чёрной краской ненавистный ему город, в начале 1900-х годов писатель навсегда замолкает. Консервативным духом патриархальной усадьбы, идеологией реакционных слоев латвийского крестьянства в большей или меньшей степени проникнуто творчество всех представителей так называемой «школы Апсита» бытописателей реалистов — братьев Каудзите, А. Дока, Я. Пурапуке, А. Саулиета и др.

## Избранная библиография

### Проза
- «Krusttēvs Ādams» (1883) — Крёстный отец Адам
- «Ārprātīgais» (1883) — Сумасшедший
- «Kaimiņi» (1884) — Соседи
- «Iegādnis» (1885)
- «Pie pagasta tiesas» (1885)
- «Laimes spoks» (1885)
- «Bagātie radi» (1886) — Богатые родственники
- «Svešos ļaudīs» (1888) — На чужих людях

### Статьи и очерки
- «Iz tautas bilžu galerijas» (1889—1891)
- «Uz pilsētu» (1892)
- «Vēstules iz tēvijas» (1885—1895)
- «No Lizuma senatnes» (1928)